# دارکوب عنابی
دارکوب عنابی (نام علمی: Blythipicus rubiginosus) گونه ای از پرندگان از خانواده دارکوبان است. در برونئی، اندونزی، مالزی، جنوب میانمار، سنگاپور و جنوب تایلند یافت می‌شود. زیستگاه‌های طبیعی آن جنگل‌های دشت نمناک جنگل‌های کوهستانی نیمه‌گرمسیری یا گرمسیری است.